# La bambina di casa Winter
La bambina di casa Winter  (titolo originale: Winter House) è un thriller della scrittrice statunitense Carol O'Connell pubblicato nel 2004 e, in Italia, da Piemme nel 2005.
Il libro è stato pubblicato anche in francese, giapponese e russo.

## Edizioni in italiano
- Carol O'Connell, La bambina di casa Winter, traduzione di Maria Clara Pasetti, Piemme, Casale Monferrato 2005 ISBN 88-384-1080-1
- Carol O'Connell, La bambina di casa Winter, traduzione di Maria Clara Pasetti, Piemme Pocket, Casale Monferrato c2006 ISBN 88-384-7673-X
- Carol O'Connell, La bambina di casa Winter, traduzione di Maria Clara Pasetti, Maestri del thriller 68; Piemme, Casale Monferrato 2007 ISBN 978-88-384-3331-3
- Carol O'Connell, La bambina di casa Winter, traduzione di Maria Clara Pasetti, Bestseller 94; Piemme, Casale Monferrato 2008 ISBN 978-88-566-0298-2